# Sidi Lahcene
Sidi Lahcene (em árabe: سيدي لحسن), também escrito Sidi Lahssene — anteriormente Détrie durante a colonização francesa, é uma comuna localizada na província de Sidi Bel Abbès, Argélia. De acordo com o censo de 2008, a população total da cidade era de 20 999 habitantes.